# Canon Rock
Canon Rock est un arrangement du Canon de Pachelbel par le compositeur et guitariste taïwanais JerryC. Ce morceau de metal néo-classique a connu un succès énorme grâce à Internet, et aux sites de partages de vidéos en particulier.

## Reprises
Un jeune guitariste sud-coréen, Lim Jeong-hyun (funtwo), a largement participé à la diffusion du morceau grâce à une vidéo postée sur YouTube. La vidéo fut visualisée plus de 88 millions de fois sur YouTube, toutes catégories confondues.
Un jeune Français de 15 ans, Mathieu Rachmajda, alias MattRach, a modifié la tablature originale de JerryC pour faire un nouvel arrangement, qui a été visionné plus de 21 millions de fois sur YouTube.
Gustavo Guerra, gagnant de la compétition Guitar Idol en 2008, l'a également reprise.
Le morceau a été repris par des personnes de tous bords et de tous âges, dont les exploits sont visibles sur la plupart des sites de vidéo en streaming. Il existe aussi des versions au piano, au violon et sur un bon nombre d'autres instruments (même à l'ocarina ou avec une règle).